# My Super Sweet 16
My Super Sweet 16 (Mis Súper Dulces 16 en español) es un programa de telerrealidad de la MTV, que narra la organización de fiestas de dieciséis años de alto nivel por parte de sus protagonistas. Además de festejar los 16 años, también festejan las quinceañeras (Sweet 15), y Sweet 21 cuando los jóvenes alcanzan la mayoría de edad. El tema oficial es "Sweet 16" de Hilary Duff extraído de su álbum, Metamorphosis.
Una versión de Reino Unido también fue producida, pero rápidamente cancelada. También hubo una versión latinoamericana llamada "Quiero Mis Quinces", también producida por MTV.

## Exiled
Exiled es un spinoff de My Super Sweet 16, conformado por ocho jóvenes del show de temporadas diversas, que junto a sus padres ayudan a gente desprotegida. Algunos viajes que han hecho para ayudar son: Tailandia, África, y el Amazonas para ver como viven las personas sin las cosas que ellos tienen y así tomar conciencia. El show aparece al aire en  MTV 2 con nuevos episodios cada lunes a las 10:30 de la noche.

### Exiled Sweet Sixteeners
- Ava (Primera temporada)
- Sierra (Primera temporada)
- Amanda (Segunda temporada)
- Bjorn (Segunda temporada)
- Chelsi (Tercera temporada)
- Alex (Tercera temporada)
- Meleny (Tercera temporada)
- Marissa (Tercera temporada)

## Fiestas de celebridades
El show también estuvo recurrido de celebridades del momento.
Estas son:
- Aly & AJ
- Chris Brown
- Sean Kingston
- Bow Wow
- Miley Cyrus
- Rihanna

## Episodios
Próximamente Mis súper dulces 16 viajará a la ciudad española de Oviedo en su versión World Class para asistir a un gran evento de cumpleaños de dos veinteañeros, convirtiéndose en un especial de "Mis súper dulces 21".

## Usos en la cultura juvenil
- En una película de Bratz, un personaje llamado Meredith (Chelsea Staub) organiza su "Sweet 16" y MTV produjo el episodio.

### Parodias
- El programa fue mencionado en un episodio de Drake & Josh ("Battle of Panthatar") al aire el 15 de abril de 2007. Donde Drake y Josh ven en la televisión un programa ficticio de "MTB" titulado "Dude I'm Sixteen!".

- El show fue mencionado en un capítulo de Veronica Mars ("Un-American Graffiti") al aire el 1 de mayo de 2007. Logan y Parker son grandes admiradores del programa donde Logan le prepara un profile de sus supuestos dulces dieciséis.

- Hubo una parodia en un episodio de Saturday Night Live conducido por Scarlett Johansson. En el sketch, se acerca la fiesta de Crystal reflejando frustración porque las cosas no iban por su manera. Al final, su padre de todos modos le organiza la fiesta como quería la joven pagando todos los costos, Crystal tenía que decidir entre un auto o un cantante en su fiesta.

- También hubo otra parodia en MADtv de FOX conducido por Dwayne Johnson. En el sketch, Ike Barinholtz tiene la oportunidad de festejar sus "súper dulces treinta", junto a su mejor amigo Bobby Leecast. Pero sus padres le exclaman que no debe gastar más de 300 dólares, teniendo como producto un desastre.

- El programa fue mencionado en South Park. El episodio Hell on Earth 2006 donde Satán hace una fiesta para superar a las chicas del programa. Su actitud claramente cambia parodiando a los participantes del show. Al final, Satán se da por vencido y exclma que esas chicas son "peores que Satán".

- La serie de Disney Channel, The Suite Life of Zack and Cody tuvieron una parodia donde Maddie y London competían para demostrar quién tendría la mejor fiesta.

- La serie de Disney Channel, Cory en la Casa Blanca, tuvo una gran parodia de My Super Sweet 16, titulado "My Party Is Better Than Yours" (Mi fiesta es mejor que la tuya) donde Meena es la festejada pero empieza a actuar como una egoísta.

- En la película Disaster Movie, también se lo menciona, bajo el nombre de My Super Duper Sweet 16. Incluyendo una canción parecida.

- La serie animada de Cartoon Network, Mad, tuvo una gran parodia de My Super Sweet 16, titulado "The Supernatural Sweet 16".

- Bryan Cranston realizó una parodia con el nombre de Super Sweet 60 en el programa de  Jimmy Kimmel en 2016.